# Bates Battaglia
Jonathan Battaglia, detto Bates (Chicago, 13 dicembre 1975), è un ex hockeista su ghiaccio statunitense.

## Carriera
In NHL ha indossato le maglie di Carolina Hurricanes (1997-2003), Colorado Avalanche (2002-2004), Washington Capitals (2003/04) e Toronto Maple Leafs (2006-2008).
Nel corso della sua carriera ha anche giocato con Beast of New Haven (1997/98), Mississippi Sea Wolves (2004/05), Toronto Marlies (2005/06, 2007-2009), Syracuse Crunch (2009/10), Jokerit (2009/10), Rochester Americans (2010/11), Lausitzer Füchse (2010/11), Tulsa Oilers (2010/11) e Karlskrona HK (2011/12).
Con la nazionale statunitense ha preso parte a due edizioni dei campionati mondiali (1998 e 2004), conquistando la medaglia di bronzo in quella del 2004.

## Palmarès

### Mondiali
- 1 medaglia:
  - 1 bronzo (Repubblica Ceca 2004)